# 過溝菜蕨

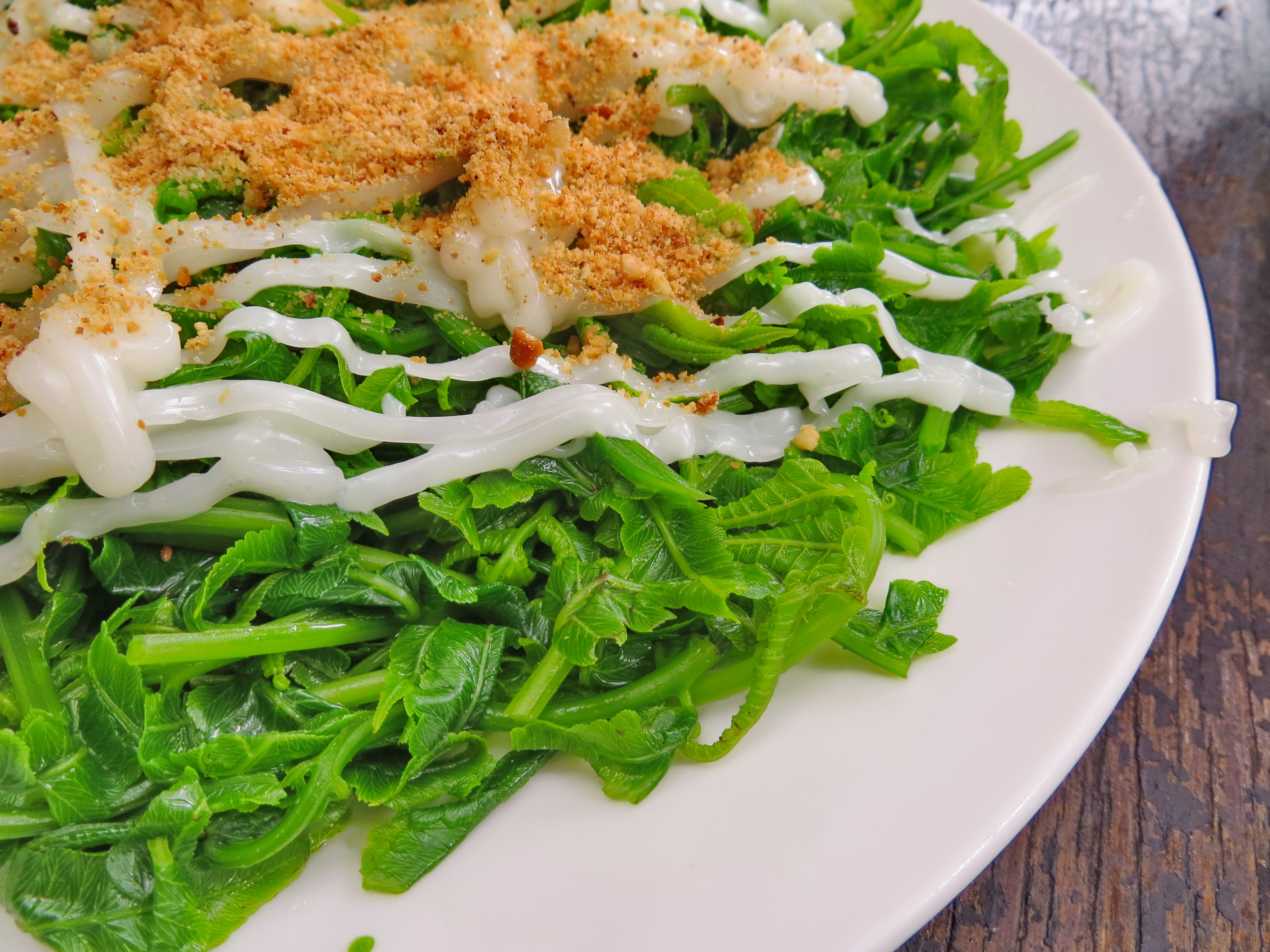
美乃滋拌過貓（過溝菜蕨）沙拉

過溝菜蕨，（学名：Diplazium esculentum），又稱山鳳尾、食用雙囊蕨、過貓、過衰貓、蕨貓、蕨山貓、過山貓、葉蕨、蕨萁，为蹄蓋蕨科雙蓋蕨屬下的一个种。
過溝菜蕨之營養成份方面，每100公克含蛋白質2.6公克、脂質0.1公克、醣質3.0公克、纖維質1.3公克、鈣17毫克、磷50毫克、鐵0.7毫克、維生素A 200國際單位和維生素B。

## 資料來源
1. ↑  . 台中市: 博視植物網.   [2021-08-09]. （原始内容存档于2021-08-31） （中文（臺灣））.
2. ↑   (PDF). 花蓮區農情資訊. 1996-05-25  [2014-07-16]. （原始内容 (PDF)存档于2014-07-22）.

## 扩展阅读
- 維基物種上的相關：過溝菜蕨